# Левін Юхим Самуїлович
Юхим Самуїлович Левін — радянський кінознавець, кандидат мистецтвознавства (1971).

## Життєпис
Народився 17 листопада 1935 року у Львові.
Закінчив Всесоюзний державний інститут кінематографії (1964).
Працював редактором на Київській кіностудії ім. О. П. Довженка й студії «Укртелефільм», викладав у 1969—1977 рр. на кафедрі кінознавства Київського державного інституту театрального мистецтва ім. І. Карпенка-Карого. Серед учнів — доценти Ольга Равлюк-Голіцина та Юрій Шлапак.
1978 р. переїхав до Москви. Працював у журналі «Искусство кино».
Автор книги «О художественном единстве фильма» (К., 1977), статей про українське кіно в пресі.
Помер 25 листопада 1991 року в Москві.